# احمد عبدالحسین
احمد عبدالحسین (عربی: أحمد عبد الحسين؛ زادهٔ ۲۲ اکتبر ۱۹۹۷) بازیکن فوتبال اهل عراق است.
وی همچنین در تیم ملی فوتبال عراق بازی کرده‌است.